# Stockmaster
Stockmaster est un système d'information financière en direct lancé le 23 avril 1964 par l'agence de presse Reuters avec la société Ultronics Systems.
Concurrent du Quotron de Scantlin Electronics et du Telequote de Teleregister, tous deux lancés à la même époque, il offre les mêmes fonctionnalités : l'accès en temps réel au cours des actions américaines.
En 1967, Reuters modifie ses liens de coopération avec Associated Press et Dow Jones, qui étaient jusque-là sa source d'information financière sur le marché nord-américain. Avec l'aide de Michael Nelson et Glen Renfrew, directeur général élu en 1963, Gerald Long forme une « troïka » qui parvient à convaincre le conseil d'administration que la finance peut rapporter de l'argent à Reuters.
Le Stockmaster est à l'origine de la forte croissance de Reuters entre 1964 et 1984, lancée par Gerald Long, qui la voit développer une très large clientèle dans le monde de la finance et de l'entreprise. En 1971, Reuters lance un service plus développé réservé au marchés des changes, le Money Monitor.
Le nom commercial de Stockmaster est ensuite repris en 1993 par un étudiant du MIT, Mark Torrance, pour la start-up qu'il créé sur un créneau très proche, la transmission à distance d'un grand nombre de cours de bourse, cette fois via Internet. Trois ans seulement après sa création, la start-up réalise un million de dollars de chiffre d'affaires. Ce fut le 1er site au monde à offrir gratuitement des graphiques boursiers en grand nombre sur Internet.